# Медаль Сью Тайлер Фридман
Медаль Сью Тайлер Фридман (англ. Sue Tyler Friedman Medal) — ежегодная научная награда Геологического общества Лондона за выдающиеся достижения в области изучения истории наук о Земле. Медалью награждаются учёные имеющие не только геологическое образование, она вручается лицам любой национальности.

## История
Эта награда Геологического общества Лондона за выдающийся вклад учёных в историю наук о Земле.
В 1987 году награда была учреждена в Геологическом обществе Джеральдом Фридманом (1921—2011) и его Северо-Восточным научным фондом Трои (Нью-Йорк), она посвящена его жене Сью Тайлер Фридман (англ. Sue Tyler Friedman) в знак признания её вклада в изучение истории наук о Земле.

## Список награждённых
- 1988 — Martin J. S. Rudwick[англ.]
- 1989 — Гулд, Стивен Джей
- 1990 — William Antony Swithin Sarjeant[англ.]
- 1991 — Хью Симон Торренс[англ.]
- 1992 — François Ellenberger[фр.]
- 1993 — Томас Джордж Уоллес[англ.]
- 1994 — David R. Oldroyd[нем.]
- 1995 — Гомер Юджин Ле Гранд[англ.]
- 1996 — Гордон Лесли Херрис Дэвис[англ.]
- 1997 — Гунтау, Мартин
- 1998 — Кеннет Тэйлор[англ.]
- 2000 — Джеймс Секорд
- 2003 — Rhoda Rappaport
- 2005 — Ursula B. Marvin[англ.]
- 2007 — Jack Morrell[англ.]
- 2009 — Philippe Taquet[англ.]
- 2012 — Cherry Lewis[2]
- 2013 — Генри Роберт Френкель[англ.]
- 2014 — Эдвард Роуз[англ.]
- 2015 — David Branagan
- 2016 — Richard Howarth
- 2017 — Мотт Грин[3]
- 2020 — Sandra Herbert
- 2022 — John Mather
- 2024 — Martina Kölbl-Ebert